# 千葉噴射機
千葉噴射機船橋（日语：千葉ジェッツふなばし），是B聯賽的球隊之一，成立於2011年，主場根據地為千葉縣船橋市，主場館為船橋體育館，2017年球隊名最後加上球隊根據地「船橋」，但球隊仍多以「千葉噴射機」表示。佔地31,000平方公尺的東京灣Lala體育館規劃於2024年春季啟用。

## 歷史
2011年，球隊成立，並以千葉縣為根據地，球隊名「噴射機」的來源為千葉縣境內的成田國際機場，並加入BJ聯盟。
2013年，加入由日本籃球聯賽改組的全國籃球聯賽（NBL），為日本唯一從BJ聯盟轉至全國籃球聯賽的球隊。
2016年，全國籃球聯賽和BJ聯盟合併成B聯賽，球隊也隨之加入，並隸屬於B1聯賽的東地區，加入B聯賽後，戰績突飛猛進，成為新一代的強權，不但在2017年-2019年連兩個賽季取得東地區第1名，更在2017年-2019年的天皇盃籃球錦標賽取得三連霸的佳績，並於2020-21賽季取得隊史首座總冠軍。

## 歷任總教練
| 教練名            | 接任年份 | 解任年份 | 總冠軍 | 聯盟         | 備註 |
| Eric Gardow       | 2011年   | 2012年   |        | BJ聯盟       |      |
| 富山晉司          | 2012年   | 2013年   |        | BJ聯盟       |      |
| Reggie Geary      | 2013年   | 2015年   |        | 全國籃球聯賽 |      |
| Zeljko Pavlicevic | 2015年   | 2016年   |        | 全國籃球聯賽 |      |
| 佐藤博紀          | 2016年   | 2016年   |        | 全國籃球聯賽 | 代理 |
| 大野篤史          | 2016年   |          | 1次    | B聯賽        |      |

## 歷年成績

### BJ聯盟時期
| 球季    | 勝 | 敗 | 勝率  | 排名    | 備註 |
| 2011–12 | 18 | 34 | 0.346 | 東區第9 |      |
| 2012–13 | 26 | 26 | 0.500 | 東區第6 |      |

### NBL時期
| 球季    | 勝 | 敗 | 勝率  | 排名    | 備註 |
| 2013–14 | 18 | 36 | 0.333 | 東區第6 |      |
| 2014–15 | 34 | 20 | 0.630 | 東區第5 |      |
| 2015–16 | 22 | 33 | 0.400 | 8       |      |

### B聯賽時期
| 球季    | 聯盟   | 勝 | 敗 | 勝率  | 排名      | 備註                   |
| 2016–17 | B1聯賽 | 44 | 16 | 0.733 | 東地區第3 |                        |
| 2017–18 | B1聯賽 | 46 | 14 | 0.767 | 東地區第1 | 東地區冠軍             |
| 2018–19 | B1聯賽 | 52 | 8  | 0.867 | 東地區第1 | 東地區冠軍             |
| 2019–20 | B1聯賽 | 28 | 12 | 0.700 | 東地區第3 | 因COVID-19取消剩餘賽季 |
| 2020–21 | B1聯賽 | 43 | 14 | 0.754 | 東地區第2 | 總冠軍                 |
| 2021–22 | B1聯賽 | 35 | 10 | 0.778 | 東地區第1 | 東地區冠軍             |

## 外部連結
- 千葉噴射機船橋官方網站 （页面存档备份，存于）（日語）
- 千葉噴射機的Facebook專頁（日語）
- 千葉噴射機的X（前Twitter）（日語）
- 千葉噴射機的Instagram帳戶（日語）
- YouTube上的千葉噴射機船橋頻道（日語）